# 孕烷
孕烷（Pregnane）也稱為孕甾烷，是有21個碳原子的甾體，有腺甾烷的基本結構，是孕酮的母結構，也是一些腎上腺皮質激素（例如可的松）的母體。孕烷包括5α-孕烷（别孕烷，allopregnane）和5β-孕烷（17β-乙基本胆烷）两系列类固醇的母体碳氫化合物。
5β-孕烷是孕酮、孕二醇、孕烷醇酮等甾类的母体，5β-孕烷存在尿液中，是5β-孕烷化合物的代谢产物。

## 立体结构
因为孕烷总共有七个手性碳原子，因此理论上应该有27=128种可能的立体异构体，但自然界中只存在5号位和14号位两个碳原子的手性结构，如下所示：

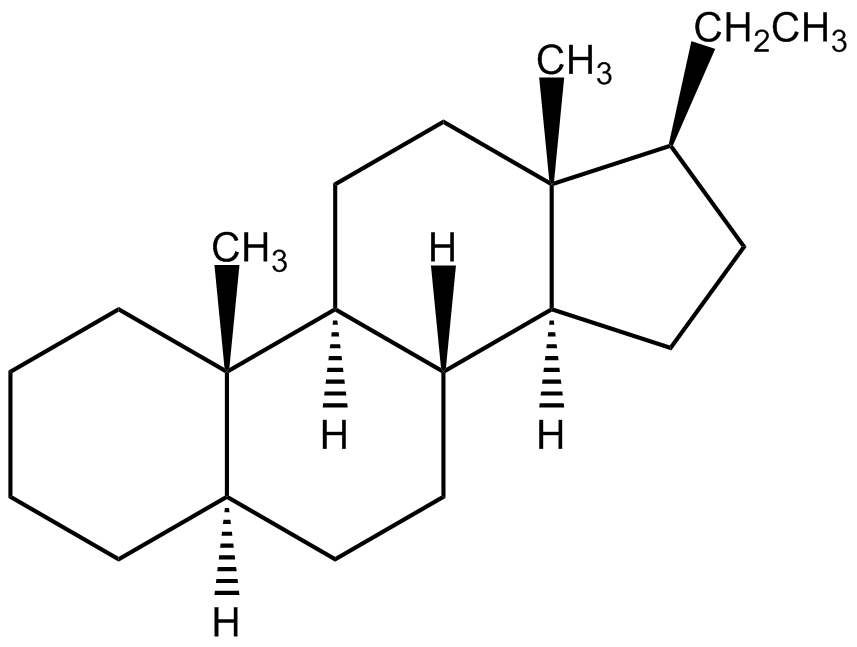
5α,14α-孕烷结构式
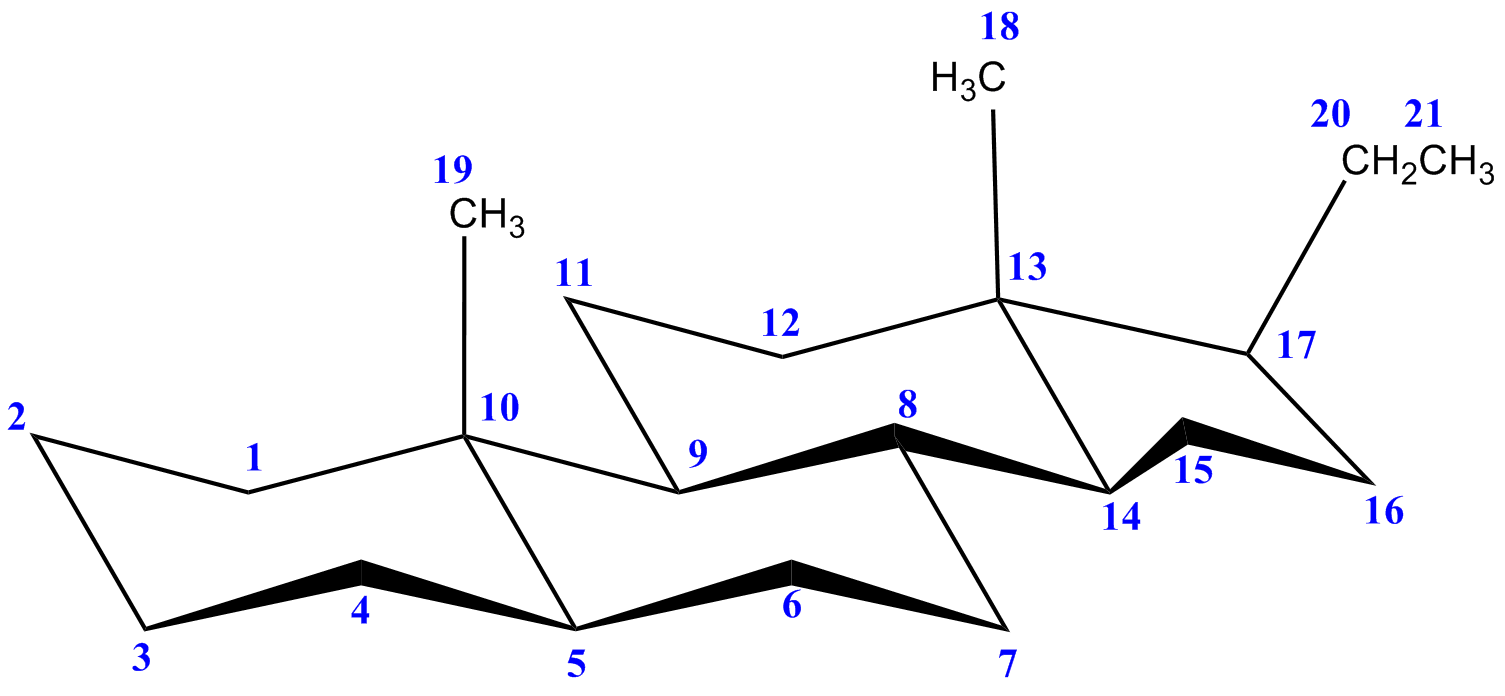
5α,14α-孕烷空间结构

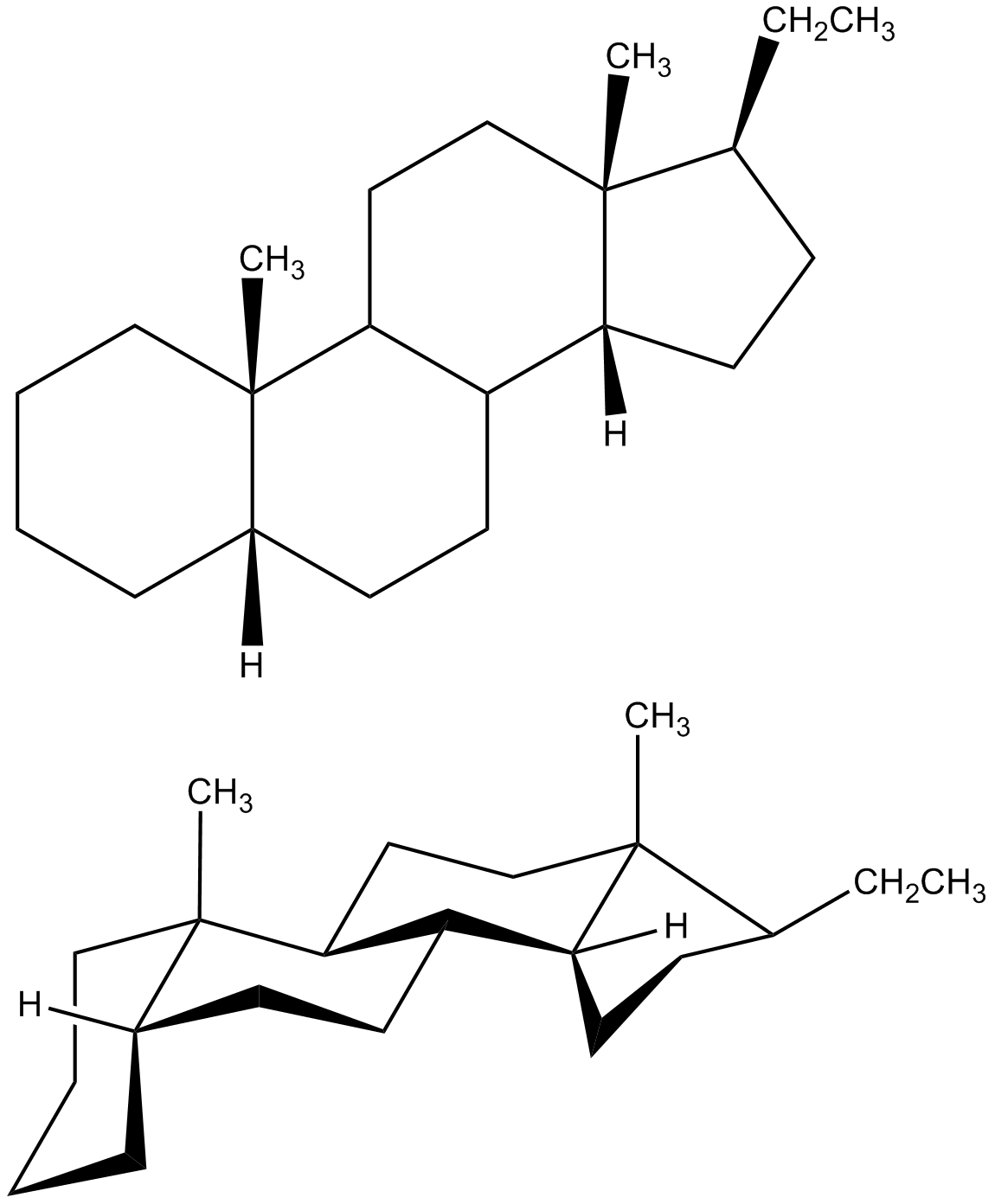
5β,14β-孕烷

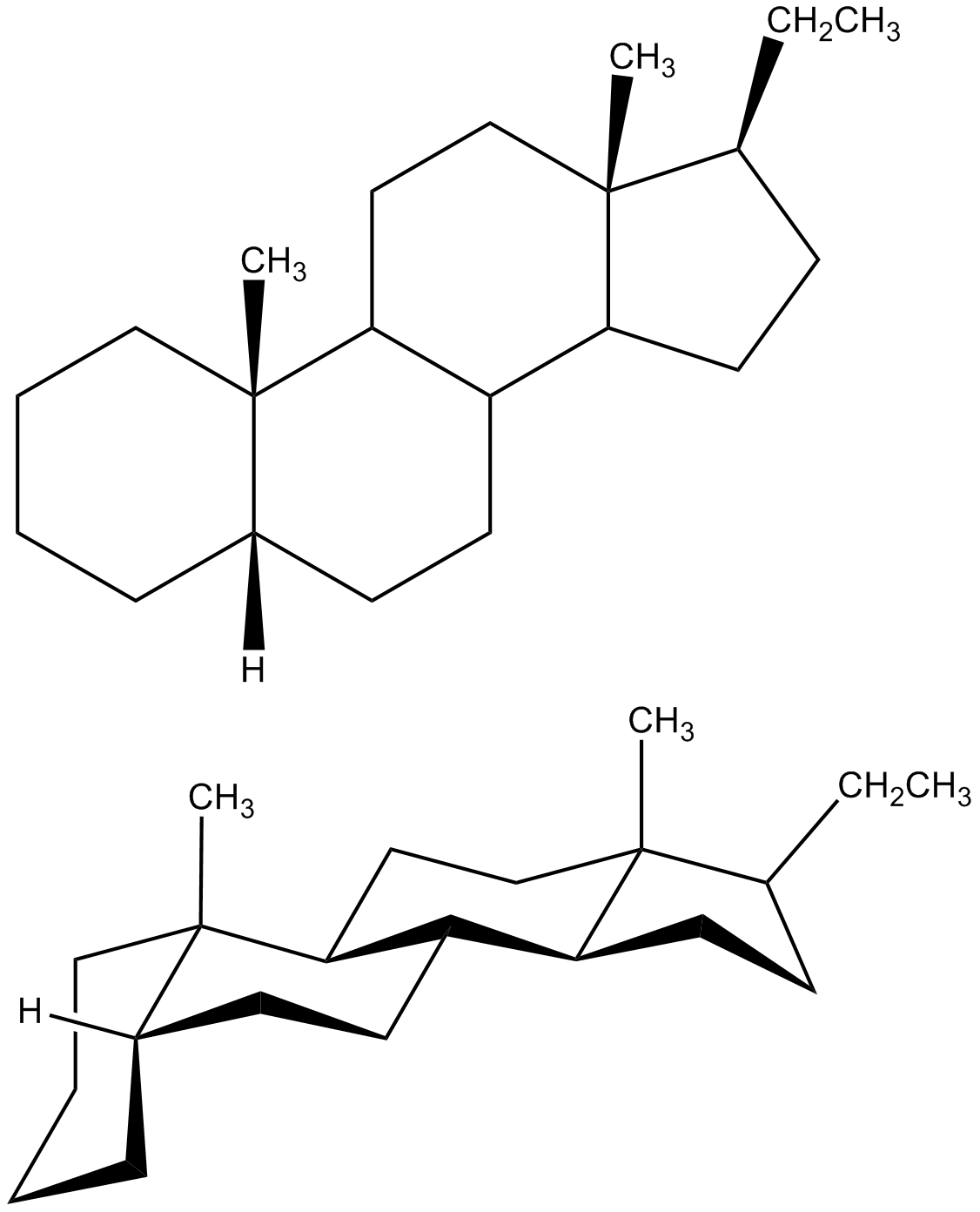
5β,14α-孕烷

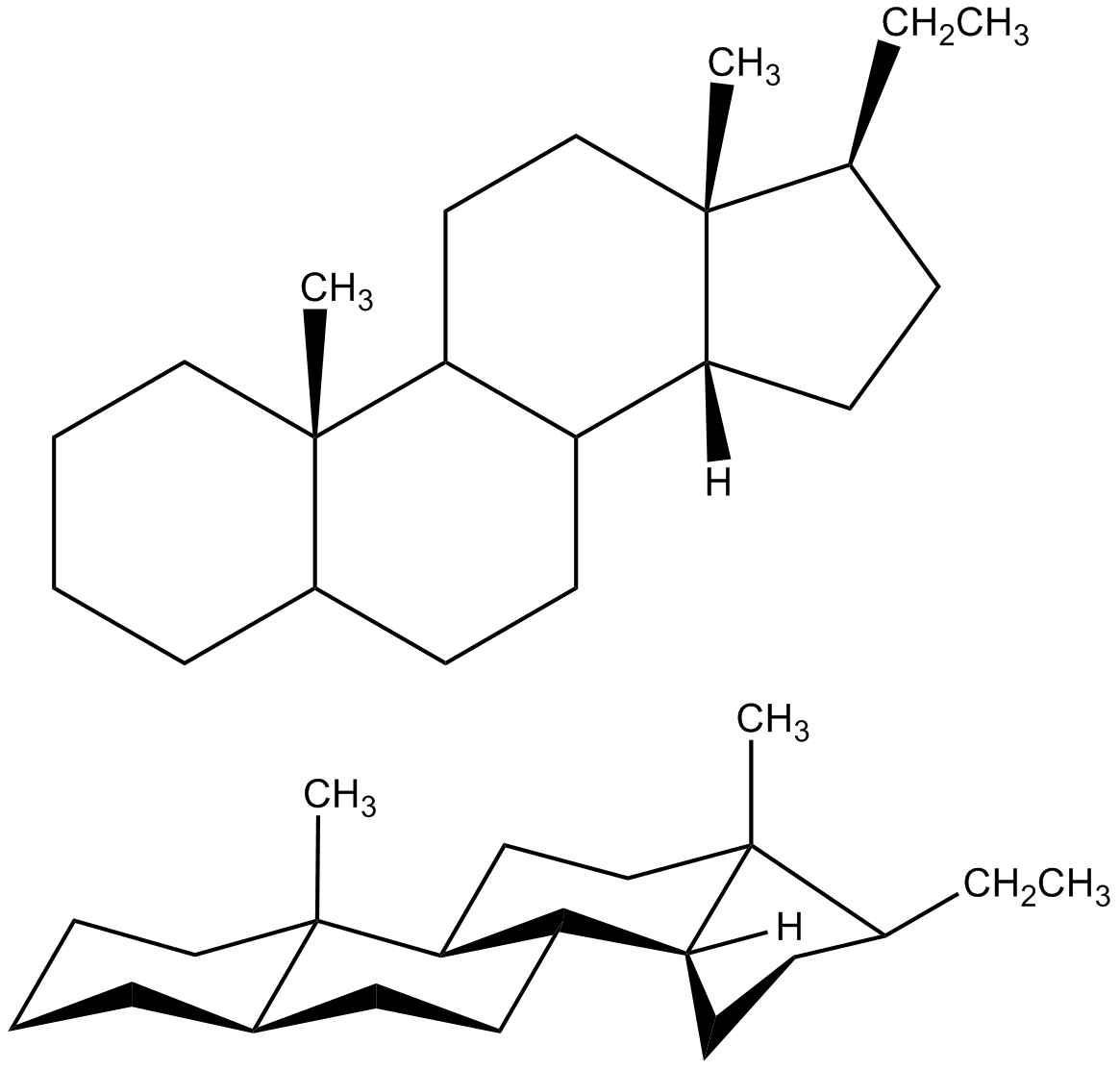
5α,14β-孕烷

## 孕烷衍生物

甾體命名：孕烷有1至21號的碳原子

孕烷衍生物是指拥有1至21號碳原子的甾體衍生物。
孕烷衍生物中有許多有生物活性的化合物，大部份可分分為兩類：孕烯及孕二烯，另外一類則是孕三烯。

## 孕烯

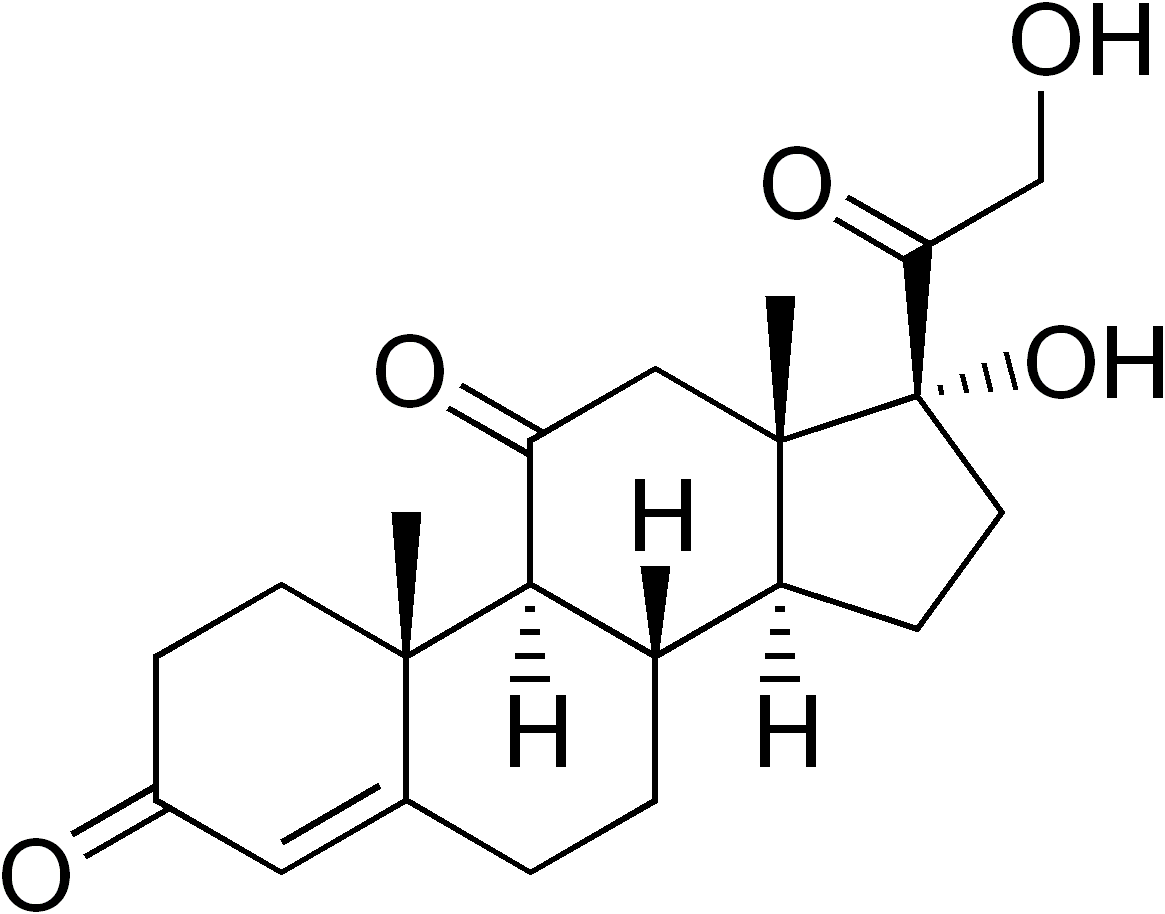
可的松

孕烯（pregnene）中有一個雙鍵，以下是一些孕烯的例子：
- 可的松
- 氢化可的松
- 孕酮

## 孕二烯

醋酸环丙孕酮

孕二烯中有兩個雙鍵，以下是一些孕二烯的例子：
- 醋酸环丙孕酮
- 达那唑
- 氟欣諾能（英语：Fluocinonide）

## 外部連結
- 醫學主題詞表（MeSH）：Pregnanes
- PubChem （页面存档备份，存于）
- Diagram at qmul.ac.uk
- Definition of Pregnane
- Progesterone Chemistry
- Progesterone record in European Bioinformatics database （页面存档备份，存于）